# Darko Miladin
Darko Miladin (ur. 4 kwietnia 1979 w Dubrowniku) – chorwacki piłkarz, występujący na pozycji defensywnego pomocnika. Zawodnik jest bardzo wszechstronny, może grać zarówno na środku tej pozycji jak i na prawej flance. Z konieczności jest czasem wystawiany jako prawy obrońca. Mierzy 179 cm i waży 74 kg. Mówi po chorwacku i niemiecku.

## Kariera klubowa
Karierę klubową Miladin rozpoczynał w sezonie 1998/1999 w zespole Hajduka Split, gdzie zaskakujący szybko ten zaledwie 20-letni defensywny pomocnik przebił się do składu. Szybko zdobył zaufanie kibiców i wraz ze swoim przyjacielem, Zvonimirem Deranją utworzyli świetną parę defensywnych pomocników. Hajduk Split miał jednak wtedy jeden ze swoich słabszych sezonów, ponieważ zajął dopiero 3. miejsce, za Dinamem Zagrzeb, które triumfowało w rozgrywkach i NK Rijeką, która została wicemistrzem. Miladin ogółem w swoim debiutanckim sezonie w lidze chorwackiej wystąpił 17 razy i zdobył 2 gole dla swojej ekipy. Sezon 1999/2000 był już bardziej udany dla Hajduka, który wywalczył wicemistrzostwo Chorwacji oraz Puchar Chorwacji w którym pomścił porażkę w lidze wygrywając dwukrotnie 2:0 i 1:0. Miladin pojawił się na boisku 25 razy, nie strzelając gola ani razu. Sezon 2000/2001 to kolejny słabszy sezon dla Hajduka, który zajął dopiero 3. miejsce w lidze, tradycyjnie za Dinamem i tym razem za NK Osijek. Ekipie ze Splitu nie udało się tym razem pomścić ligowych porażek w Pucharze Chorwacji, bowiem tam w finale przegrali z ekipą z Maksimiru 0:2 i na Poljudzie 1:0 dla Hajduka. Miladin ogółem pokazał się na boisku 28 razy i dołożył kolejne 2 gole do swojego dorobku strzeleckiego. Sezon 2001/2002 był bardziej udany, ale ponownie nie udało się sięgnąć po upragniony przez kibiców, zawodników i działaczy tytuł mistrzowski. Tym razem zabrakło tylko 2 punktów do NK Zagreb i Hajduk po raz kolejny musiał się pogodzić ze zdobyciem wicemistrzostwa. Na innych polach pucharowych także nie powiodło się Hajdukowi - a Miladin pauzował cały sezon przez ciężką kontuzję i wystąpił tylko w 4 meczach, nie zdobywając żadnego gola. Sezon 2002/2003 znów nie udał się Hajdukowi i znów zabrakło - tym razem sześciu punktów by dogonić Dinamo. Niepowodzienia jednak odbili sobie w Pucharze Chorwacji, który zdobyli po zwycięstwie nad sensacyjnym finalistą-trzecioligowcem Uljanikiem Pula 1:0 i 4:0. W Superpucharze Chorwacji doznali sromotnej klęski na wyjeździe z Dinamem Zagrzeb aż 1:4. Miladin pojawił się 28 razy na boisku i zdobył 1 gola. Sezon 2003/2004 to powrót w wielkim stylu Hajduka na tron, który na finiszu rozgrywek 5 oczkami pokonał Dinamo. Hajduk triumfował także w Superpucharze, gdzie w Splicie pokonali Dinamo Zagrzeb 1:0. Miladin pojawił się na boisku 19 razy, ale nie zdołał pokonać ani razu golkipera rywali. Darko rozpoczął nowy sezon w Hajduku, zdążył rozegrać 5 meczów, lecz w pewnym momencie Miladin zmienił klub i wyjechał do Szwajcarii, do zespołu FC Schaffhausen. Nie był to jednak udany sezon - Schaffhausen zajęło 9, ostatnie miejsce w lidze, a sam zawodnik nie otrzymywał zbyt wielu szans na grę i wystąpił tylko w 12 meczach, gdzie nie zdobył żadnej bramki. Sezon 2005/2006 rozpoczynał już ponownie w Splicie, który zajął 5, bardzo słabe miejsce w lidze i nie będzie uczestniczył w europejskich pucharach w bieżącym sezonie. Miladin pojawił się na boisku ogółem 21 razy i nie strzelił żadnej bramki.
| Sezon   | Klub            | Kraj       | Rozgrywki          | Mecze | Bramki |
| ------- | --------------- | ---------- | ------------------ | ----- | ------ |
| 1998/99 | Hajduk Split    | Chorwacja  | Prva HNL           | 17    | 2      |
| 1999/00 | Hajduk Split    | Chorwacja  | Prva HNL           | 25    | 0      |
| 2000/01 | Hajduk Split    | Chorwacja  | Prva HNL           | 28    | 2      |
| 2001/02 | Hajduk Split    | Chorwacja  | Prva HNL           | 4     | 0      |
| 2002/03 | Hajduk Split    | Chorwacja  | Prva HNL           | 28    | 1      |
| 2003/04 | Hajduk Split    | Chorwacja  | Prva HNL           | 19    | 0      |
| 2004/05 | Hajduk Split    | Chorwacja  | Prva HNL           | 5     | 0      |
| 2004/05 | FC Schaffhausen | Szwajcaria | Swiss Super League | 12    | 0      |
| 2005/06 | Hajduk Split    | Chorwacja  | Prva HNL           | 21    | 0      |
| 2006/07 | Hajduk Split    | Chorwacja  | Prva HNL           | 0     | 0      |

## Kariera reprezentacyjna
W reprezentacji Chorwacji Darko Miladin zadebiutował, a zarazem zaliczył swój jedyny występ 19 czerwca 1999 w Seulu w towarzyskim meczu Korea Cup, przeciwko Korei Południowej. Był to bardzo udany mecz dla Chorwatów, którzy wygrali to spotkanie 1:0. Miladin był potem powołany jeszcze trzykrotnie, jednakże selekcjonerzy nie znajdywali dla niego miejsca na boisku i nie wystawiali go ani do wyjściowej jedenastki, ani Miladin nie wchodził z ławki rezerwowych. Oprócz tego zaliczył kilka występów w reprezentacjach młodzieżowych.

## Sukcesy
- wicemistrzostwo i Puchar Chorwacji w sezonie 1999/2000 wraz z Hajdukiem Split
- wicemistrzostwo Chorwacji w sezonie 2001/2002 wraz z Hajdukiem Split
- wicemistrzostwo i Puchar Chorwacji w sezonie 2002/2003 wraz z Hajdukiem Split
- mistrzostwo i Superpuchar Chorwacji w sezonie 2003/2004 wraz z Hajdukiem Split